# Nekfeu
Nekfeu, pseudonimo di Ken Samaras (La Trinité, 3 aprile 1990), è un rapper e attore francese. Membro del gruppo S-Crew, appartiene al collettivo L'Entourage e ha fatto parte del collettivo 5 Majeur e del gruppo 1995.
Uscito nel 2015, il suo primo album da solista, Feu, nel 2016 ottiene un premio come miglior album di musica urban francese. Il suo secondo album, intitolato Cyborg, viene pubblicato nel 2016, e il suo terzo, Les Étoiles vagabondes, nel 2019.
Durante la sua carriera, ha venduto più di 1,5 milioni di album e detiene tre dischi di diamante per i suoi tre album.

## Biografia

### Infanzia
Ken Samaras nasce il 3 aprile 1990 nel comune di La Trinité, nelle Alpi Marittime, in Provenza-Alpi-Costa Azzurra.
Di origini greche da parte di suo padre e scozzesi da parte di sua madre, Nekfeu cresce in una famiglia della classe media. Cresce con sua sorella minore nella periferia di Nizza, a La Trinité. All’età di undici anni, la famiglia di Ken Samaras trasloca nel 15º arrondissement di Parigi, in Île-de-France. Suo padre è funzionario nell’azione sociale e sua madre si dedica interamente all’educazione dei suoi bambini dopo la nascita dei suoi figli.
Soprannominato «Nek», verlan di «Ken», il suo vero nome, viene chiamato il «fennec» al liceo Claude-Debussy dove si è diplomato dai suoi amici (di origini algerine, in cui il fennec è la mascotte nazionale). Il suo nome di scena attuale, Nekfeu, è un misto di questi soprannomi (Nekfeu è il verlan di fennec). Entra a far parte del liceo Paul-Bert nel 14º arrondissement, dove incontra Sneazzy, Alpha Wann e Lomepal. 

### Les Étoiles Vagabondes(2019-2020)
Il 15 maggio 2019, viene pubblicato sul canale YouTube del rapper un trailer che annuncia l’uscita del film Les Étoiles Vagabondes per il 6 giugno 2019 in quasi 200 sale cinematografiche in Francia, in Belgio, in Marocco, in Svizzera e in Canada.
Il film-documentario, realizzato da Syrine Boulanouar e Nekfeu, è presentato come un “album al cinema”. Ripercorre la concezione del nuovo album di Nekfeu tra Parigi, il Giappone, la Grecia, il Belgio e gli Stati Uniti. Al cinema, il film riscuote enorme successo, più di 100 000 persone hanno assistito alla proiezione.
Il 21 giugno 2019, una nuova versione completa e finalizza l’album, intitolata Les Étoiles Vagabondes : expansion. Il disco si posiziona per 11 settimane consecutive in prima posizione dei top album. È certificato triplo disco di platino, due mesi e mezzo dopo la sua uscita, accumulando più di 300 000 copie vendute. 

## Discografia

### Da solista
- 2011 - En sous-marin (con Alpha Wann)
- 2015 - Feu
- 2016 - Cyborg
- 2019 - Les Étoiles vagabondes

### Con i 1995
- 2011 - La source
- 2012 - La suite
- 2013 - Paris sud minute

### con la S-Crew
- 2010 - Même signature
- 2012 - Métamorphose
- 2013 - Seine zoo
- 2016 - Destins liés

### con L'Entourage
- 2014 - Jeunes entrepreneurs

### con i 5 Majeur
- 2011 - 5 Majeur
- 2013 - Variations

## Filmografia
- All That Divides Us - Amore criminale (Tout nous sépare), regia di Thierry Klifa (2017)
- L'Échappée, regia di Mathias Pardo (2019)